# Tadeusz Szozda
Tadeusz Jan Szozda (ur. 9 października 1947 w Zawodzie) – polski działacz opozycyjny w PRL, urzędnik państwowy po 1989, związany z kolejnictwem.

## Życiorys

### Działalność zawodowa
W 1969 ukończył studia prawnicze na Uniwersytecie Marii Curie-Skłodowskiej w Lublinie, po studiach pracował w Przedsiębiorstwie Połowów Dalekomorskich i Usług Rybackich „Odra” (1969–1971), Ministerstwie Komunikacji (1972–1974), Centralnym Biurze Projektowo-Badawczym Budownictwa Kolejowego (1974–1990). W latach 1990–1992 był dyrektorem generalnym PKP, w latach 1992–1997 podsekretarzem stanu w Ministerstwie Transportu i Gospodarki Morskiej. Od 1998 przewodniczy Organizacji Współpracy Kolei.

### Działalność opozycyjna
W II połowie lat 70. był uczestnikiem Ruchu Obrony Praw Człowieka i Obywatela, razem ze Stanisławem Michalkiewiczem redagował w latach 1977–1978 pismo Gospodarz (nie byli ujawnieni w stopce redakcyjnej). Od 1981 współpracował jako kolporter z wydawnictwem Krąg. Był internowany od 14 grudnia 1981 do 29 kwietnia 1982. W latach 1983–1989 był stałym współpracownikiem wydawnictwa Kurs.
W 2014 został odznaczony za działalność opozycyjną Krzyżem Kawalerskim Orderu Odrodzenia Polski. .